# Julio Lebreton
Jules Marie Lebreton (Tours, 20 de marzo de 1873 - París, 1956) fue un jesuita y teólogo francés.

## Biografía
Fue profesor de Historia de los orígenes del cristianismo en la Facultad de Teología del Instituto Católico de París.
En el número del 5 de febrero de 1927 de la revista Études, Julio Lebreton se pronuncia a favor de la condena de la Action française. Califica a Maurras de pagano al tiempo que reconoce el importante esfuerzo de la escuela monárquica en la lucha por la defensa de la Iglesia y contra el anticlericalismo.

## Obra
- Les origines du dogme de la Trinité, París, G. Beauchesne, 1910, premio Juteau-Duvigneaux de la Academia Francesa en 1911.
- L’Église primitive, París, Bloud et Gay, 1934, premio Halphen de la Academia Francesa en 1935.

- La vida y doctrina de Jesucristo nuestro señor, Razón y fe, 1952, mkt0005603804
- Historia de la Iglesia desde sus orígenes hasta nuestros días: Iglesia primitiva, Buenos Aires, Desclée de Brouwer, 1952
- Spiritual Teaching of the New Testament, Newman Press, 1964